# Château des Réaux
Château des Réaux è un castello medievale situato nel comune di Chouzé-sur-Loire, nel dipartimento Indre e Loira, nella regione Centro. È iscritto alla lista dei monumenti storici a partire da 1930.

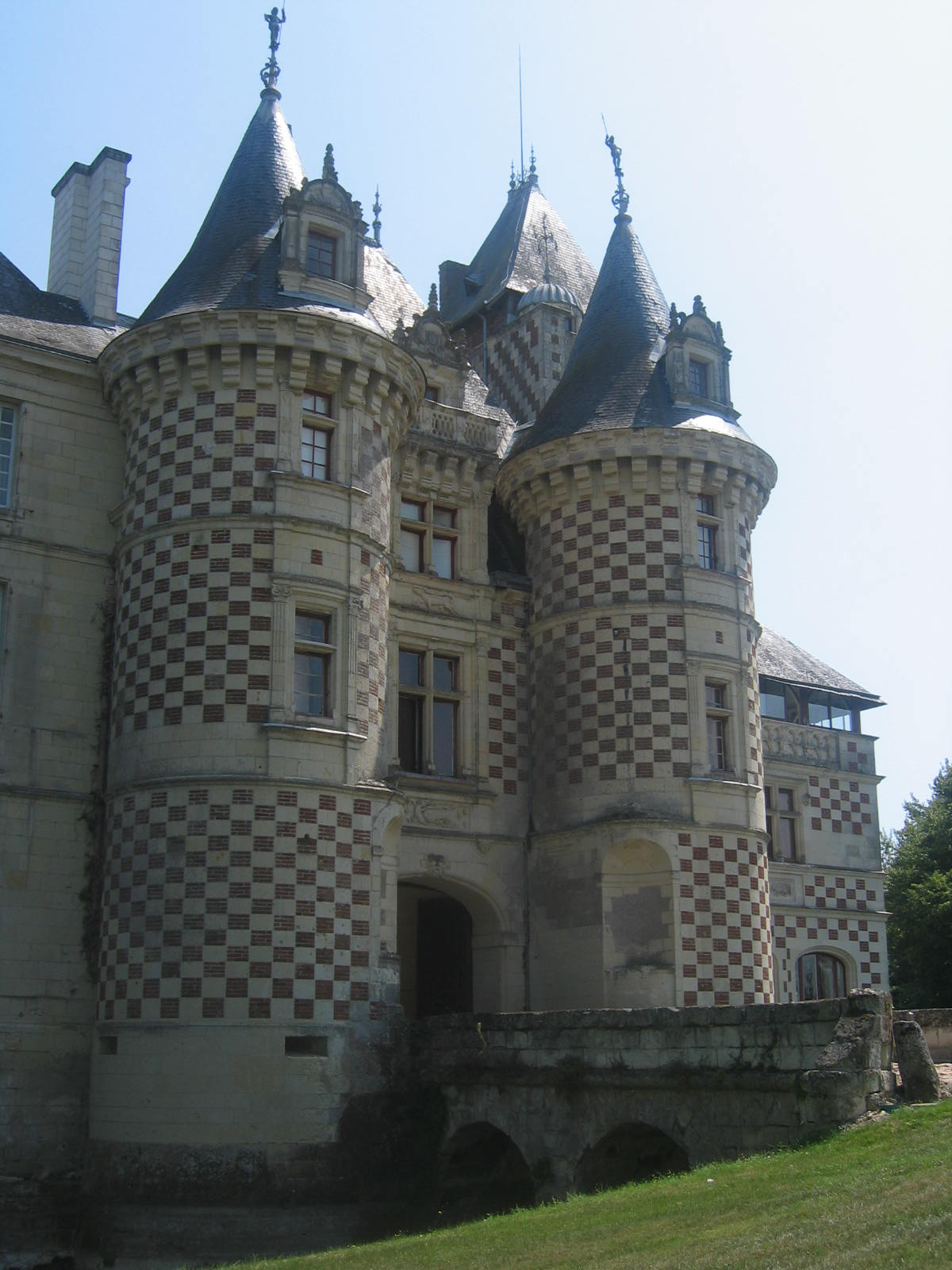
Château des Réaux

## Storia
Lo Château des Réaux è appartenuto, nel XIV secolo, ad Amaury Péau, poi a Jeanne de Montejean, contessa di Sancerre, ad Antoine de Breuil e dal 1455 a Gilles de Brye. Dopo essere andato in rovina nel XV secolo, è stato acquistato da Jean Briçonnet, primo sindaco di Tours. Della fortezza medievale antica è rimasto solo l'impianto generale dell'edificio: un'isola circondata su ogni lato da un fosso largo pieno d'acqua che doveva garantire la sicurezza.
Il castello attuale fu costruito sul sito dell'antico castello da Jean Briçonnet, figlio di William Briçonnet, signore della regione allora nominata Plessis-Rideau. Il castello fu abitato anche da Thibaut de Longuejoue e dai suoi discendenti, la famiglia Taveau. Un matrimonio nel 1595 ha portato il castello in possesso della famiglia La Béraudière. François de La Béraudière, dopo averlo ereditato, nel 1650 lo vendette per la somma di centoquindicimila lire allo scrittore e poeta Gédéon Tallemant des Réaux, e dal 30 luglio 1653 il castello porta il suo nome per concessione reale.

## Galleria d'arte contemporanea (esposizione permanente)
All'interno del castello Château des Réaux è stata inaugurata una galleria (esposizione permanente) di pitture ad olio dedicate al tema delle gambe umane, intitolata «Le gambe di donne e d'uomini nell'Arte del terzo millennio». Il concetto principale di questa galleria-esposizione d'arte contemporanea è di «rafforzare la ricerca creativa e di fare del tema dell'esposizione il soggetto principale delle opere».
Il contenuto della galleria, 760 pitture di 530 pittori di più di 40 paesi del mondo, è il risultato di un concorso internazionale che è stato lanciato in 2007. Questa esposizione è stata ideata per la celebrazione del sesto centenario della fondazione del castello Château des Réaux. La galleria d'arte contemporanea del castello è stata premiata con un diploma di «Merito e Dedizione alle Arti» emesso dall'Accademia Mazarine. L'esposizione è aperta tutto l'anno alle visite individuali e collettive (visite guidate incluse).
Le pitture sono state selezionate in base a loro conformità con le quattro suddivisioni del soggetto principale: 
- Gambe «classiche e allegre» del terzo millennio
- Uno sguardo umoristico o satirico a gambe contemporanee
- L'evoluzione delle gambe degli uomini fino ad oggi
- Una visione personale del pittore delle gambe di due persone in una stessa opera

Fra i molti pittori che hanno inviato le loro opere ci sono: Béatrice Le Limantour, Konstantin Altunin, Annalisa Avancini, Javier Azurdia, Stefan Burger, Ghyslaine Chirat-Leonelli, Sylvain Dez, Giovanni Faccioli, Eva Fellner, Olga Glumcher, Mel Ramos, Raffaella Vaccari e molti altri.

## Galleria d'immagini

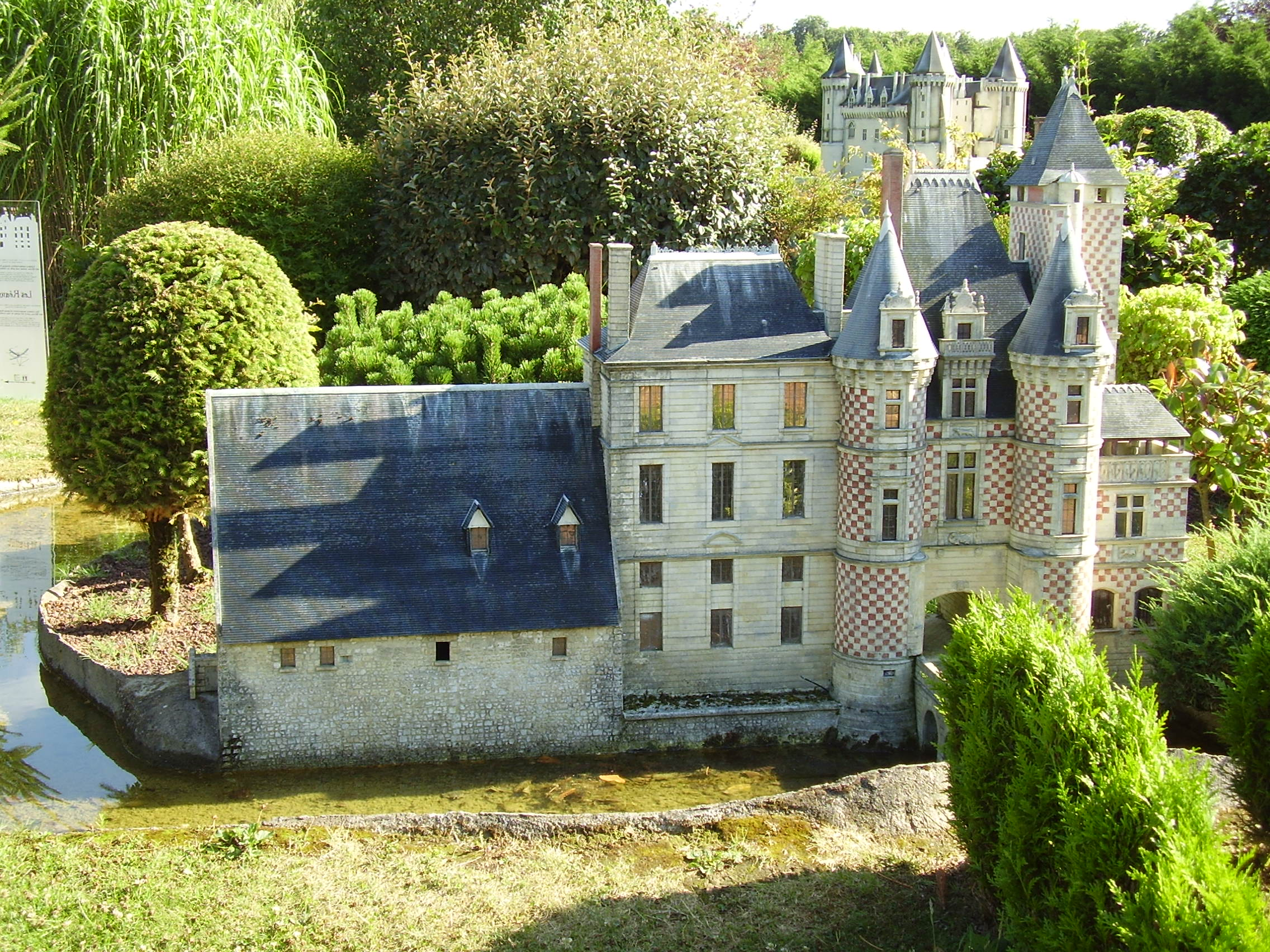
Mini-modello del castello Château des Réaux
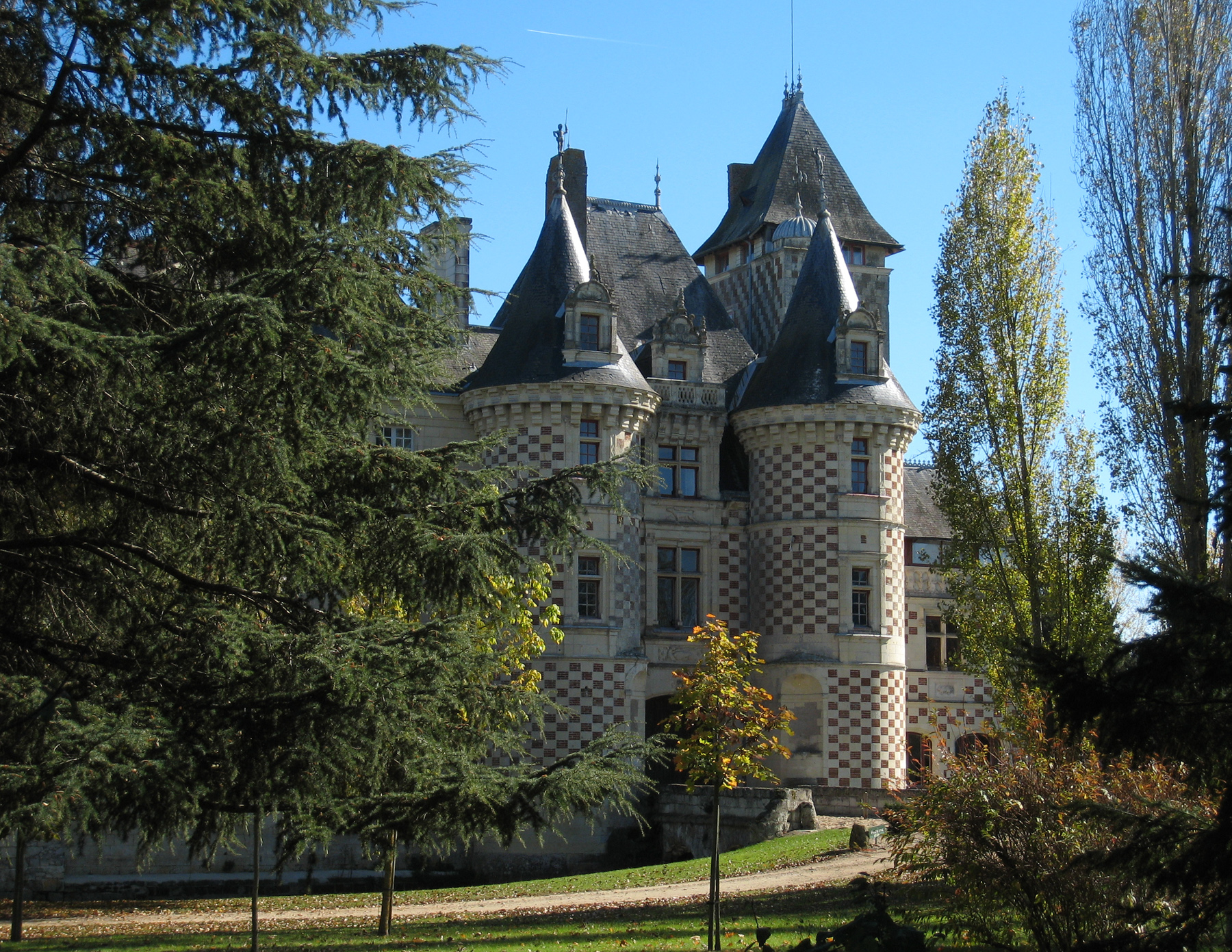
Castello Château des Réaux, visione di parco adiacente
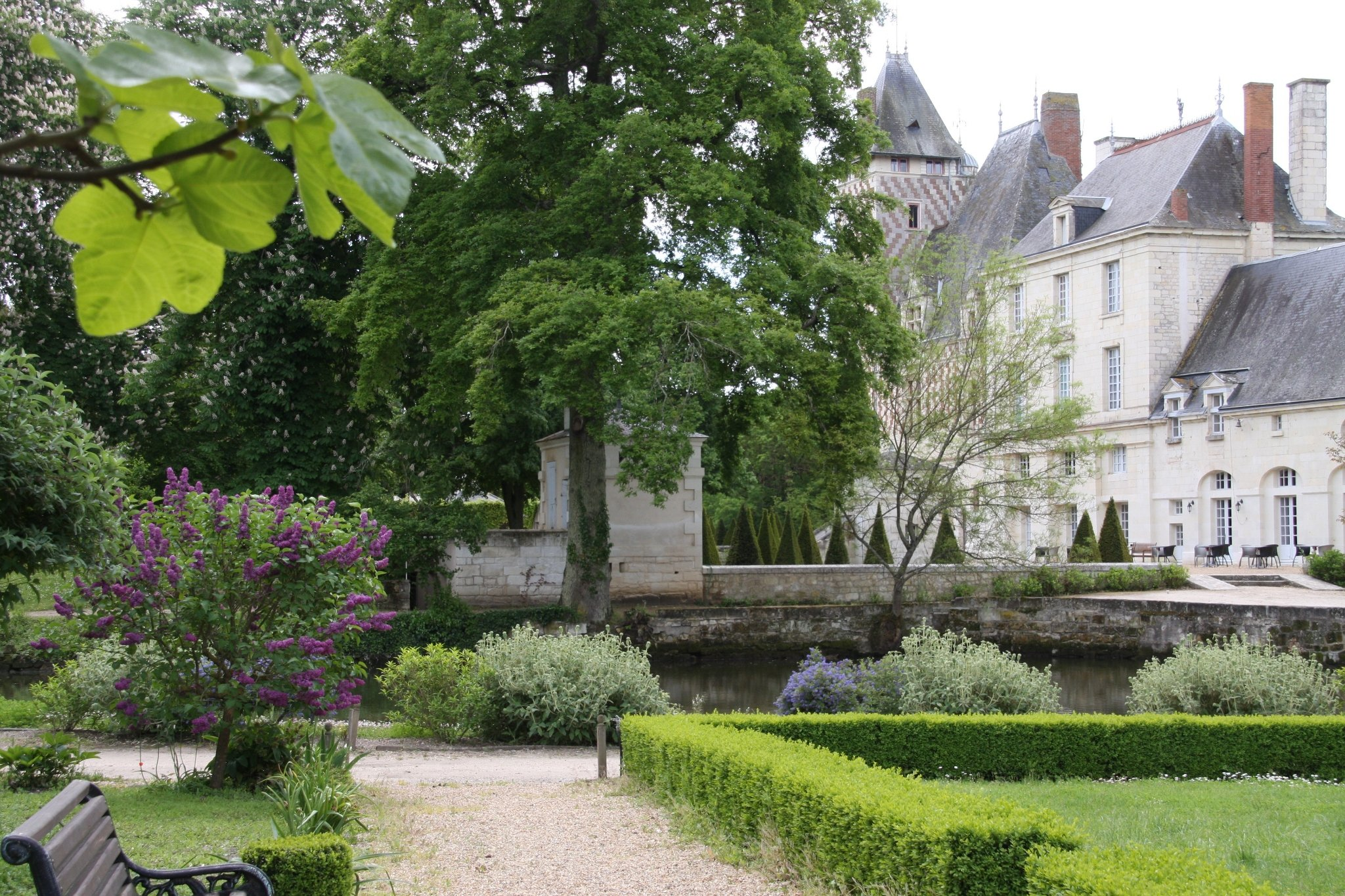
Lillà in parco di Jean Brisonne
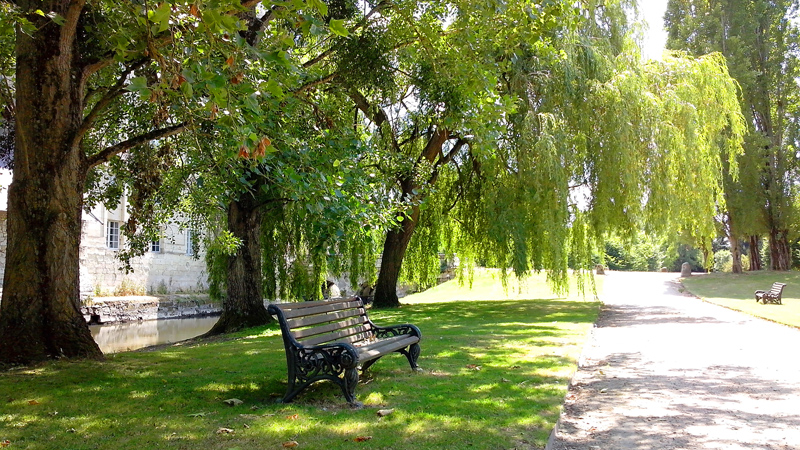
Salice in parco
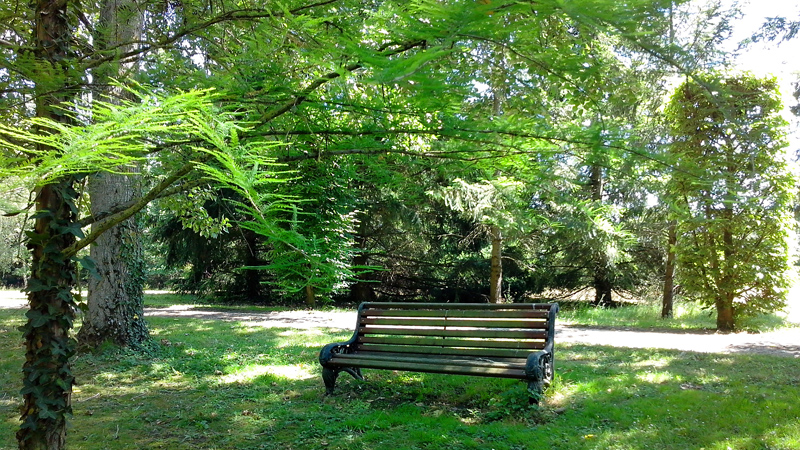
Parco di Jean Brisonne
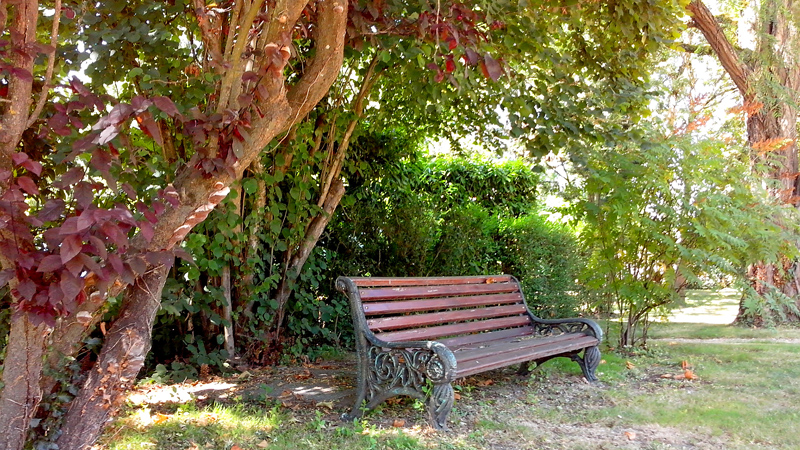
Panca in parco
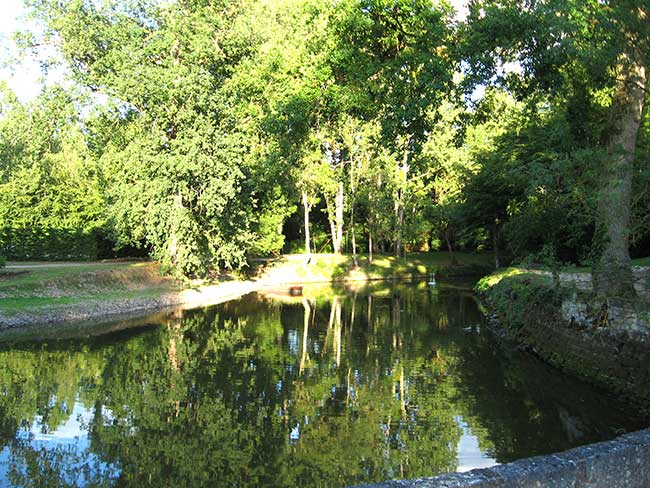
Stagno in parco